# Svatba knížete Alberta II. Monackého a Charlene Wittstockové
Svatba Alberta II., knížete monackého, a Charlene Wittstockové se konala 1. a 2. července 2011 v Monackém knížecím paláci. Ženich byl suverénním knížetem Monackého knížectví. Nevěsta byla jihoafrickou olympijskou plavkyní. Na oslavy byl vyhlášen dvoudenní státní svátek.
Komentátoři uvedli, že svatba bude důležitá pro přežití Monaka jako daňového ráje. Civilní obřad se konal v Trůnním sále, vedl jej Philippe Narmino, předseda Státní rady. Náboženský obřad se konal na nádvoří paláce a předsedal mu arcibiskup Bernard Barsi.

## Oznámení zasnoubení

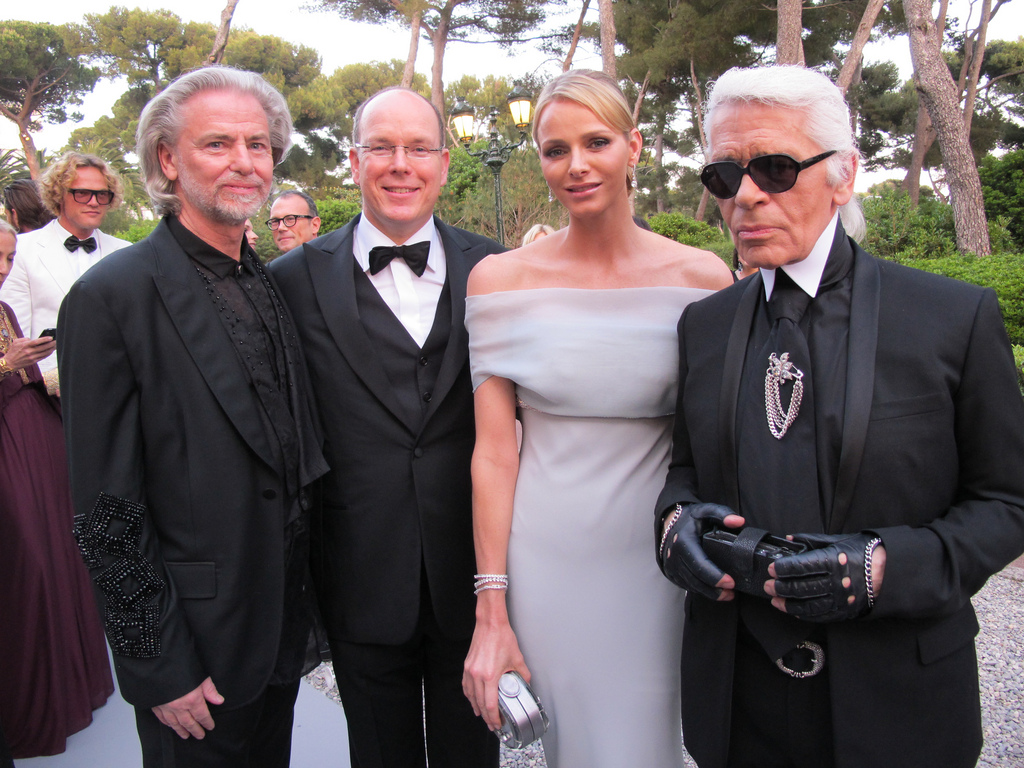
Kníže Albert a Wittstocková na galavečeru „Kino proti AIDS“ s Karlem Lagerfeldem

Kníže Albert II. je současným suverénním monackým knížetem, který na trůn nastoupil v dubnu 2005 po svém otci Rainierovi III. Charlene Wittstocková se narodila v Rhodesii, ale v 11 letech se s rodinou přestěhovala do Jihoafrické republiky. Jihoafrickou republiku reprezentovala v plavání a v roce 2000 se zúčastnila olympijských her v Sydney. S princem Albertem se setkala v roce 2000 na Mezinárodním plaveckém setkání Marenostrum v Monaku, kterému předsedal. S plaváním skončila v roce 2007. Princ Albert byl také sportovcem, závodil v bobech na pěti olympiádách. Na veřejnosti debutovali jako pár na zahajovacím ceremoniálu Zimních olympijských her v roce 2006. Palác oznámil jejich zasnoubení 23. června 2010.
Svatba byla původně naplánována na 8. a 9. července 2011, ale byla posunuta, aby se předešlo konfliktu se zasedáním Mezinárodního olympijského výboru (MOV) v Durbanu ve dnech 5.–9. července, kterého se oba účastnili. Pár na svatbu pozval členy MOV, včetně předsedy Jacquese Rogge. Týden před svatbou palác popřel zprávy, že by Wittstocková chtěla ze svatby vycouvat. L'Express uvedl, že se 28. června Wittstocková pokusila opustit Monako poté, co se objevily fámy, že Albert zplodil třetí nemanželské dítě. Palác nazval tyto příběhy „ošklivými fámami“ zrozenými ze žárlivosti.
U příležitosti sňatku knížete Alberta II. Monackého s Wittstockovou vydal 1. července 2011 Monacký úřad pro vydávání známek poštovní známku vytvořenou Georgym Shishkinem (laureátem soutěže).

## Svatba

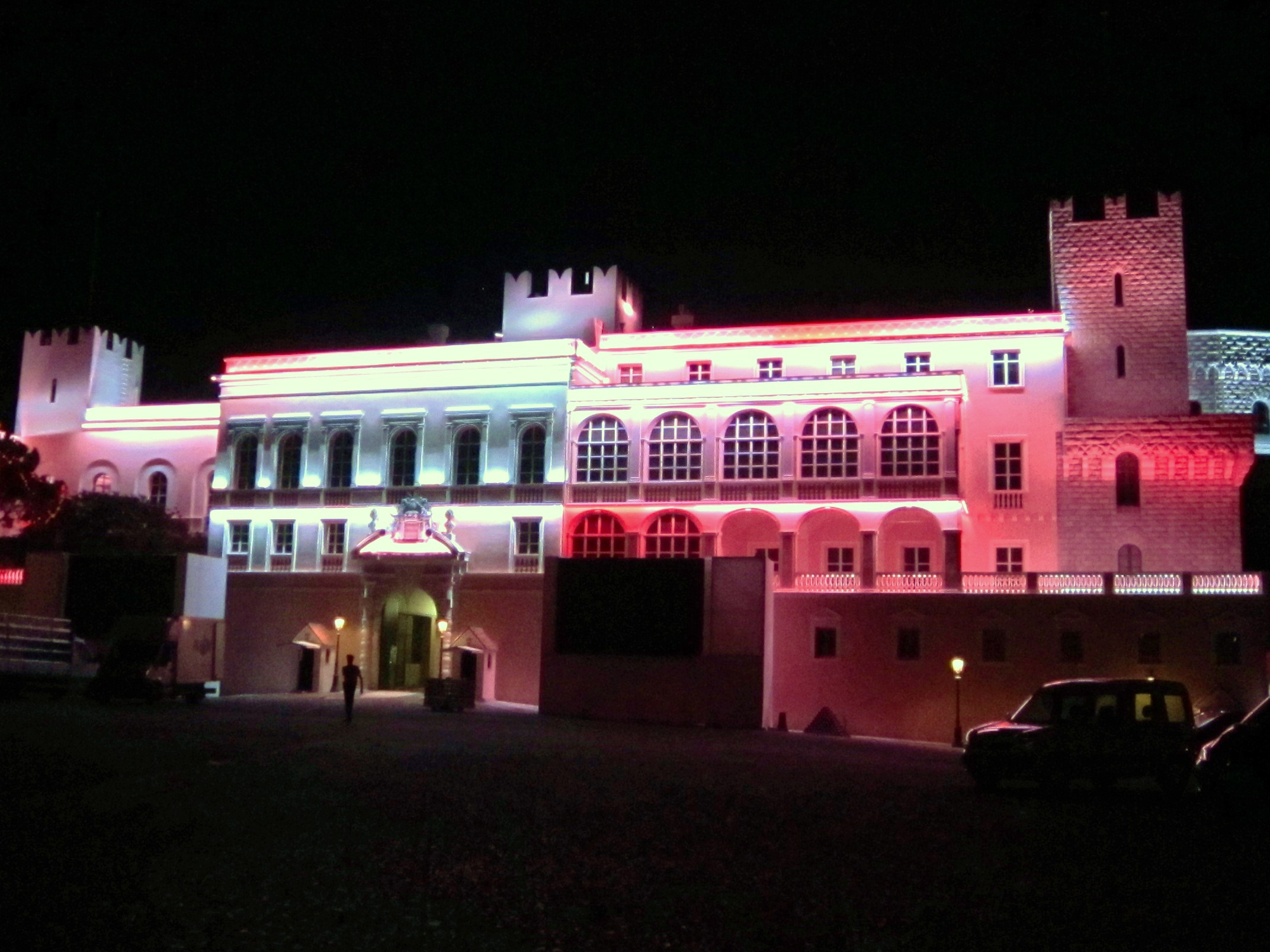
Knížecí palác, rozsvícený na oslavu svatby

Duální šifra knížete Alberta a kněžny Charlene Monacké

### Obřady

#### Civilní
Oslavy začaly v noci 30. června koncertem americké rockové skupiny The Eagles na Stadionu Ludvíka II. Koncertu se zúčastnilo 15 000 obyvatel Monaka a samotný pár.
Civilní obřad se konal v pátek 1. července 2011 v Trůnním sále Knížecího paláce. Ceremoniál vedl Philippe Narmino, předseda Státní rady. Po civilním obřadu obdržela Wittstocková formální titul Její Jasnost kněžna monacká. 20minutového obřadu se zúčastnily také sestry knížete Alberta Caroline, princezna hannoverská, a princezna Stéphanie Monacká. Po obřadu se pár objevil na balkóně Salon des Glaces, aby pozdravil davy. Zamávali a políbili se, což vyvolalo další jásot davu. K páru se připojily také princezny Caroline a Stéphanie se svými dětmi a také Charleninými rodiči a bratry.

#### Náboženský
Náboženský obřad se konal následující den na nádvoří paláce. Na rozdíl od svatby knížete Rainiera a kněžny Grace se náboženský obřad nekonal v katedrále. Ceremoniál vedl monacký arcibiskup Bernard Barsi. Brány paláce byly otevřené, takže na obřad se mohlo podívat až 3 500 hostů. Část obřadu byla v afrikánštině, jazyce nizozemského původu, kterým se mluví v Charlenině domovské zemi Jihoafrické zemi.

## Hosté
Seznam hostů se skládá z vládnoucích a nevládnoucích členů královských rodin, dalších hlav států a vlád, velvyslanců v Monaku z různých zemí, obchodníků, bavičů, módních návrhářů, modelek a sportovců. Níže je uveden seznam významných hostů, kteří se zúčastnili náboženského obřadu:

### Grimaldiové
- Princezna a princ z Hannoveru, ženichova starší sestra a její manžel
  - Pan Andrea Casiraghi, ženichův synovec
  - Slečna Charlotte Casiraghiová, ženichova neteř
  - Pan Pierre Casiraghi, ženichův synovec
  - Princezna Alexandra Hannoverská, ženichova neteř
- Princezna Stéphanie Monacká, ženichova mladší sestra
  - Pan Louis Ducruet, ženichův synovec
  - Slečna Pauline Ducruetová, ženichova neteř
  - Slečna Camille Gottliebová, ženichova neteř
- Baron Christian Louis a baronka Cecílie Noghès de Massy, ženichův bratranec a jeho manželka
  - Jonkvrouw Leticia a jonkheer Thomas Brouwerský
  - Brice Noghès de Massy
  - Antoine Noghès de Massy
- Baronka Alžběta-Anna Noghès de Massy, ženichova sestřenice
  - Baron Jean-Léonard a baronka Susanna Taubertová-Nattová de Massy
  - Mélanie-Antoinetta Costellová de Massy
- Pan Leon Leroy, vdovec po ženichově sestřenici
  - Keith Sébastien a Donatella Knechtová de Massy
    - Christine Knechtová de Massy
    - Alexia Knechtová de Massy
    - Vittoria Knechtová de Massy

### Wittstockovi
- Michael Wittstock a Lynette Wittstocková, rodiče nevěsty
  - Gareth Wittstock, mladší bratr nevěsty
  - Sean Wittstock, mladší bratr nevěsty

### Zahraniční členové královských rodin
- Švédský král a královna
  - Švédská korunní princezna a vévoda z Västergötlandu
  - Vévoda z Värmlandu
  - Vévodkyně z Hälsinglandu a Gästriklandu
- Král a královna Belgičanů
  - Brabantský vévoda a vévodkyně
  - Arcivévodkyně a arcivévoda rakouský-este
  - Princ Laurent a princezna Claire Belgická
- Lesothský král
- Lucemburský velkovévoda a velkovévodkyně
  - Dědičný lucemburský velkovévoda
- Kgosi Bafokenkský, Jihoafrická republika[18]
- Frederik X., tehdy dánský korunní princ a Mary Dánská, tehdy korunní princezna (zastupující dánskou královnu)
- Princ Joachim a princezna Marie Dánská
- Oranžský kníže a princezna Máxima Nizozemská (zastupující nizozemskou královnu)
- Norský korunní princ a korunní princezna (zastupující norského krále)
- Lichtenštejnský dědičný kníže a dědičná kněžna (zastupující lichtenštejnský kníže)
- Bahrajnský korunní princ (zastupující bahrajnského krále)
- Hrabě a hraběnka z Wessexu (zastupující britskou královnu)
- Princ a princezna z Kentu[19]
- Princ Fajsal bin al-Husajn a princezna Sara Fajsal Jordánská (zastupující jordánského krále)
- Princezna Lalla Meryem Marocká (zastupující marockého krále)
- Princezna Sirivannavari Nariratana Thajská (zastupující thajského krále)

### Členové nevládnoucích královských rodin
- Íránská císařovna Farah
- Ruská velkokněžna
  - Ruský velkokníže Jiří Michajlovič
- Pruský princ a princezna
- Srbský korunní princ a korunní princezna
- Neapolský kníže a kněžna
  - Benátský kníže a kněžna
- Korunní princezna a princ Radu Rumunský
- Vévoda a vévodkyně z Anjou
- Pařížský hrabě a hraběnka
- Vévoda a vévodkyně z Braganzy
- Vévoda a vévodkyně z Castra
- Bádenský markrabě a markraběnka
  - Bádenský dědičný princ a dědičná princezna
- Hesenský lankrabě
- Aga Khan
- Princ Leopold a princezna Ursula Bavorská
- Princ Kristián Hannoverský
- Princezna Virginie Fürstenberská
- Donna Beatrice Borromeová

### Vláda a diplomacie
- George Abela (prezident Malty)
- Maria Luisa Bertiová a Filippo Tamagnini (sanmarinští kapitáni regenti)
- Ólafur Ragnar Grímsson (prezident Islandu)
- Mary McAleeseová (prezident Irska)
- Nicolas Sarkozy (prezident Francie)
- Pál Schmitt (prezident Maďarska)
- Michel Sulajmán (prezident Libanonu)
- Christian Wulff (spolkový prezident Německa)
- José Manuel Barroso (předseda Evropské komise)
- Marthinus Van Schalkwyk (ministr cestovního ruchu Jihoafrické republiky)
- Jeff Radebe (ministr spravedlnosti a ústavního rozvoje Jihoafrické republiky)
- Angelino Alfano (ministr spravedlnosti Itálie)
- Karlheinz Töchterle (ministr pro vědu a výzkum Rakouska)
- Salma Ahmedová (velvyslankyně Keni v Monaku a Francii)
- Constantin Chalastanis (velvyslanec Řecka v Monaku a Francii)
- Mirko Galic (velvyslanec Chorvatska v Monaku a Francii)
- Kornelios Korneliou (velvyslanec Kypru v Monaku a Francii)
- Ulrich Lehner (velvyslanec Švýcarska v Monaku a Francii)
- Marc Lortie (velvyslanec Kanady v Monaku a Francii)
- Lejeune Mbella Mbella (velvyslanec Kamerunu v Monaku a Francii)
- Tomasz Orlowski (velvyslanec Polska v Monaku a Francii)
- Charles Rivkin (velvyslanec Spojených států amerických v Monaku a Francii)
- Missoum Sbih (velvyslanec Alžírska v Monaku a Francii)
- Veronika Stabejová (velvyslankyně Slovinska v Monaku a Francii)
- Viraphand Vacharathit (velvyslanec Thajska v Monaku a Francii)

### Sportovní osobnosti
- Thomas Bach (bývalý olympijský šermíř)
- Gerhard Berger (bývalý závodní jezdec Formule 1)
- Jonas Björkman (bývalý světový 4. profesionální tenista)
- Sergej Bubka (vysloužilý skokan o tyči)
- Nadia Comăneciová (gymnastka)
- Charmaine Crooks (sportovec)
- Bob Ctvrtlik (volejbalista)
- Sophie Edingtonová (plavkyně)
- Patrice Evra (mezinárodní fotbalista)
- Mark Foster (plavec)
- Frankie Fredericks (bývalý atlet-běžec)
- Graham Hill (plavecký trenér a bývalý závodní plavec)
- Jacky Ickx (bývalý závodní jezdec) a Khadja Ninová
- Branislav Ivkovic (plavecký trenér, který trénoval Charlene Wittstockovou před olympijskými hrami v Pekingu 2008)
- Byron Kelleher (ragbista)
- Henri Leconte (bývalý profesionální tenista)
- Aksel Lund Svindal (alpský lyžař)
- Julia Mancusová (alpská lyžařka)
- Ian McIntosh (trenér ragby)
- Elana Meyerová (bývalá běžkyně na dlouhé tratě)
- Ilie Năstase (bývalý profesionální tenista)
- Ryk Neethling (plavec)[20]
- Terence Parkin (neslyšící plavec)
- François Pienaar (bývalý ragbista)
- Nicola Pietrangeli (bývalý tenista)
- Sarah Poeweová (profesionální plavkyně)
- Wayne Riddin (plavecký trenér a bývalý závodní plavec)
- Hrabě Jacques Rogge (předseda Mezinárodního olympijského výboru)
- Roland Schoeman (plavec)
- Sir Jackie Stewart (bývalý závodní jezdec a majitel týmu)
- Jean Todt (prezident FIA) a Michelle Yeohová
- Franziska van Almsick (plavkyně)
- Pernilla Wibergová (alpská lyžařka, členka MOV)

### Módní průmysl
- Giorgio Armani
- Roberta Armaniová
- Terrence Bray
- Naomi Campbellová
- Roberto Cavalli
- Inès de La Fressange
- Sébastien Jondeau
- Karolína Kurková
- Tereza Maxová
- Karl Lagerfeld

### Celebrity a další
- Bernard Arnault a Hélène Mercierová-Arnaultová
- Dáma Shirley Basseyová
- Andrea Bocelli (tenor, multiinstrumentalista a klasický crossover umělec)
- Bernadette Chiracová (bývalá první dáma Francie)
- Bernice Coppietersová (baletní umělkyně a členka Les Ballets de Monte Carlo)
- Donna D'Cruz (DJ a modelka)
- Renée Flemingová
- Francisco Flores Pérez (prezident Salvadoru v letech 1999 až 2004)
- Juan Diego Flórez (operní tenor)
- Jean-Christophe Maillot (tanečník a choreograf)
- Jean-Michel Jarre (hudebník)
- Pumeza Matshikizaová (lyrický soprán)
- Sir Roger Moore a lady Moorová
- Guy Laliberté (kanadský podnikatel, filantrop, hráč pokeru, vesmírný turista a generální ředitel Cirque du Soleil)
- Yves Piaget (švýcarský výrobce hodinek a prezident Piaget SA)
- Eric Peugeot (francouzský marketingový inženýr)
- Bertrand Piccard
- Johann Rupert (jihoafrický podnikatel a předseda Richemontu, VenFinu a Remgra)
- Eric Sempe (francouzský kytarista)
- Sonu Shivdasani (zakladatel a generální ředitel Soneva Group)
- Eva Malmstromová Shivdasaniová (zakladatelka a kreativní ředitelka skupiny Soneva)
- Victoria Silvstedtová (celebrita, modelka, herečka, zpěvačka a televizní osobnost)
- Sir Michael Smurfit
- Umberto Tozzi (pop / rockový zpěvák a skladatel)

## Líbánky
Jejich líbánky začaly na zasedání Mezinárodního olympijského výboru v Durbanu v Jihoafrické republice, kde bydleli v prezidentském apartmá za 4 600 liber za noc v pětihvězdičkovém hotelu The Oyster Box v Umhlanze, severně od Durbanu.[zdroj?] Poté, co schůzka skončila, odletěli na líbánky bez paparazziů v Mosambiku.[zdroj?]